# Copa Tower 1913/14
Die Copa Tower 1913/14 war die sechste Austragung des mexikanischen Fußball-Pokalwettbewerbs, der bis 1921 die Bezeichnung des britischen Botschafters Reginald Thomas Tower (1860–1939) trug, der das Turnier ins Leben gerufen hatte.
Teilnehmer waren die sechs Mannschaften, die in derselben Spielzeit auch in der Primera Fuerza vertreten waren. Pokalsieger in dem zu jener Zeit noch weitgehend von ausländischen Mannschaften dominierten Wettbewerb wurde zum ersten Mal die „einheimische“ Mannschaft des CF México. Endspielgegner war die von der französischen Minderheit in Mexiko betriebene Mannschaft des Amicale Française. Für sie war das Finale zugleich der vorübergehende Abschiedsauftritt, weil in den nächsten Monaten einige ihrer Spieler nach Frankreich zurückkehrten, um für ihr Heimatland in den Krieg zu ziehen.

## Modus
Das Turnier wurde im K.o.-Verfahren ausgetragen. Es begann mit der am 1. Februar 1914 ausgetragenen Vorrunde und endete mit dem am 22. Februar 1918 ausgetragenen Pokalfinale.

## Die Spiele

### Vorrunde
|                  | Ergebnis |                   |
| ---------------- | -------- | ----------------- |
| Real Club España | 1:2      | Rovers FC         |
| Pachuca AC       | 0:1      | Amicale Française |

- Freilos: Reforma AC und CF México

### Halbfinale
|                   | Ergebnis  |            |
| ----------------- | --------- | ---------- |
| Amicale Française | 2:1       | Reforma AC |
| Rovers FC         | 0:1 n. V. | CF México  |

### Finale
Wie die beiden Halbfinalbegegnungen, so wurde auch das Finale auf dem Campo del Reforma Athletic Club ausgetragen. Die Tore für den Club México erzielten Arturo Ortiz und Mannschaftskapitän Luis Troncoso.
|           | Ergebnis  |                   |
| --------- | --------- | ----------------- |
| CF México | 2:0 n. V. | Amicale Française |

Die Siegermannschaft des CF México bestand aus den folgenden Spielern:
Cirilo Roa – Genaro Casas, Carlos Rivera – Hernández, Luis Troncoso, Sabino Morales – A. Andrade, Celestino Vázquez, Serafín Cerón, Arturo Ortiz, García de León.